# Sananim
SANANIM z.ú. je nestátní nezisková organizace. Od založení v roce 1990 působí v oblasti drogových závislostí. Lidem ohroženým drogami a jejich blízkým má poskytovat pomoc v síti programů a služeb, které tvoří komplexní systém prevence, péče, léčby a resocializace.

## Činnost
- Poskytování efektivní, profesionální pomoci osobám ohroženým drogovou závislostí v síti programů a služeb, které tvoří komplexní systém prevence, péče, léčby a resocializace
- Rozvoj systému v oblasti poskytování specifických služeb
- Spolupráce na místní i centrální úrovni při plánování a realizaci protidrogové politiky, včetně zahraniční spolupráce a změny pohledu veřejnosti na problematiku drogových závislostí
- Vzdělávání laiků, profesionálů a paraprofesionálů v oblasti drogových závislostí

## Zařízení SANANIMu
- Terénní programy
- Romský terénní program
- Kontaktní centrum
- Specializované ambulantní služby CADAS
- Terapeutická komunita Karlov
- Terapeutická komunita Němčice (inspirovala film Pravidla lži)
- Denní stacionář
- Doléčovací centrum
- Doléčovací centrum pro matky s dětmi
- Poradna pro rodiče
- Pracovní a sociální agentura
- Centrum pro osoby v konfliktu se zákonem
- Drogové informační centrum.

## Další projekty
- Primární prevence
- Telematické poradenské a informační služby
- Program pro matky s dětmi
- Vzdělávací a výzkumné projekty
- Účast na rozvojových zahraničních projektech.
- Sociální firma Café Therapy (restaurace a kavárna)
- Chráněná keramická dílna Charity Shop